# Ernst Otto Fischer
Ernst Otto Fischer (n. 10 noiembrie 1918, Solln⁠(d), Bavaria, Germania – d. 23 iulie 2007, München, Germania) a fost un chimist german, laureat al Premiului Nobel pentru chimie (1973) pentru lucrările sale de pionierat în domeniul chimiei organometalice.